# جون ديفيس (منتج)
جون أندرو ديفيس (من مواليد 20 يوليو 1954) هو منتج أفلام أمريكي ومؤسس شركة ديفيس إنترتينمينت.

## خلفية
ولد ديفيس ونشأ في دنفر، كولورادو. وهو نجل باربرا ديفيس، فاعلة خير، والمالكة السابقة لشركة توينتيث سينشوري ستوديوز وصانع النفط والإعلام مارفن ديفيس (1925-2004). بدأ اهتمامه بالسينما عندما كان شابًا عندما اشترى والده مسرح سينمائيا في الحي، حيث باع الفشار وبعد ذلك شاهد ما يصل إلى 300 فيلم في السنة. تخرج ديفيس من كلية بودوين، والتحق بكلية أمهيرست وحصل على ماجستير إدارة الأعمال من كلية هارفارد للأعمال. ديفيس من أصل يهودي.

## قائمة الأفلام
كان منتجًا في جميع الأفلام ما لم يذكر خلاف ذلك.

### الأفلام الطويلة
| منتج - بريداتور (1987) - Three O'Clock High (1987) (منتج مشارك) - رخصة القيادة (1988) - الوحوش الصغيرة (1989) - آخر الأجمل (1990) - إنيد نائمة (1990) - بريداتور 2 (1990) - ممزق (1991) - القلعة (1992) - مسلحون (1993) - الشركة (1993) - الشيء الذي يسمى الحب (1993) - عجوز غاضب (1993) - ريتشي ريتش (1994) - المطارد (1995) - عالم الماء (1995) - قيثارة العشب (1995) - كبار السن من الرجال جرومبير (1995) - شجاعة تحت النار (1996) - الغرفة (1996) - ضوء النهار (1996) - اوت تو سي (1997) - الحفر إلى الصين (1997) - دودلي دو رايت (1999) - هارت بريكرز (2001) - دوليتل 2 (2001) - خلف خطوط العدو (2001) - الحياة أو شيء من هذا القبيل (2002) - الأب للرعاية النهارية (2003) - شيك الراتب (2003) - غارفيلد: الفيلم (2004) - أنا ، روبوت (2004) - Alien vs. المفترس (2004) - الابنة الأولى (2004) - فات ألبرت (2004) - رحلة العنقاء (2004) - عندما يتصل غريب (2006) - غارفيلد: ذيل قطعتين (2006) - إيراغون (2006) - نوربت (2007) - الأجانب مقابل. المفترس: قداس (2007) - مارمادوك (2010) - المفترسون (2010) - رحلات جاليفر (2010) - قليلا من الجنة (2011) - بطاريق السيد بوبر (2011) - كرونيكل (2012) - ديفيلز ديزاين (2014) - الرجل من يو.إن.سي.إل.إي. (2015) - فيكتور فرانكشتاين (2015) - الفرح (2015) - فرديناند (2017) - ليلة اللعبة (2018) - المفترس (2018) - رمح (2019) - Dolemite Is My Name (2019) - رحلة الغابة (2021) - فريسة (2022) - هارولد والأرجواني تلوين (2023) | المنتج التنفيذي - ستوريفيل (1992) - دينيس يدعو حتى (1995) - لويس وكلارك وجورج (1997) - الأخلاق السيئة (1997) - د. دوليتل (1998) - التسوية (1999) - طقوس المرور (1999) - آلام العمل (2000) (منتج تنفيذي مشارك) - 29 النخيل (2002) - ساعة سعيدة (2003) - في الماضي (2005) - دادي داي كامب (2007) - محطم القلوب (2007) - ذا إكسبريس: قصة إرني ديفيس (2008) - بيتنا (2018) شكر خاص - تكساسفيل (1990) |  |

### مباشرة إلى الفيديو
| منتج - بركة الشيطان (2003) - دوليتل 3 (2006) - غارفيلد يحصل على ريال (2007) - دوليتل: مليون دولار موتس (2009) - قوة الحيوانات الأليفة غارفيلد (2009) | المنتج التنفيذي - دوليتل: حكايات الشيف (2008) - مهرجان المرح في غارفيلد (2008) - خلف خطوط العدو: كولومبيا (2009) (مباشر إلى فيديو) |  |

### مسلسلات تلفزيونية
| المنتج التنفيذي - وايلد كارد (1992) - القائمة السوداء (2013 - الآن) - أيرونسايد (2013) - اللاعب (2015) - دكتور كين (2015-2017) - خالدة (2016-18) - القائمة السوداء: الفداء (2017) - أليكس إنك (2018) - ماجنوم بي آي (2018 الحاضر) - المعادل (2021 إلى الوقت الحاضر) - المتمردين (2021) - بلوكبستر (2022) | منتج - لوك ومفتاح (2011) مشرف إنتاج - السيدتان. جرينفيل (1987) |  |

### أفلام تلفزيونية
| المنتج التنفيذي - العاطفة الخطرة (1990) - الفضول يقتل (1990) - صورة ظلية (1990) - وقع في القانون (1993) - هذا لا يمكن أن يكون الحب (1994) - كويكب (1997) - بركان: نار على الجبل (1997) - معجزة في منتصف الليل (1998) - قصة جيسي فينتورا (1999) - ليتل ريتشارد (2000) - فتاة بوبي (2002) - نادين في أرض التمور (2005) - الحياة راف (2005) - أقفز للداخل! (2007) | منتج - رحلة (1993) - آخر خارج عن القانون (1993) - دموع وضحك: قصة نهر جوان وميليسا (1994) - عيد ميلاد واحد (1994) - مخطوف (1995) مدير الانتاج - بندقية يوم القيامة (1994) |  |

## روابط خارجية
- جون ديفيس على موقع IMDb (الإنجليزية)
- جون ديفيس على موقع بوكس أوفيس موجو (الإنجليزية)
- جون ديفيس على موقع قاعدة بيانات الأفلام السويدية (السويدية)
- جون ديفيس على موقع قاعدة بيانات الفيلم (الإنجليزية)